# 云先·尼科尔斯
雲先·尼科爾斯（英語：Vincent Nichols；1945年11月8日—）是英國籍天主教司鐸級樞機及現任威斯敏斯特总教区總主教。

## 生平

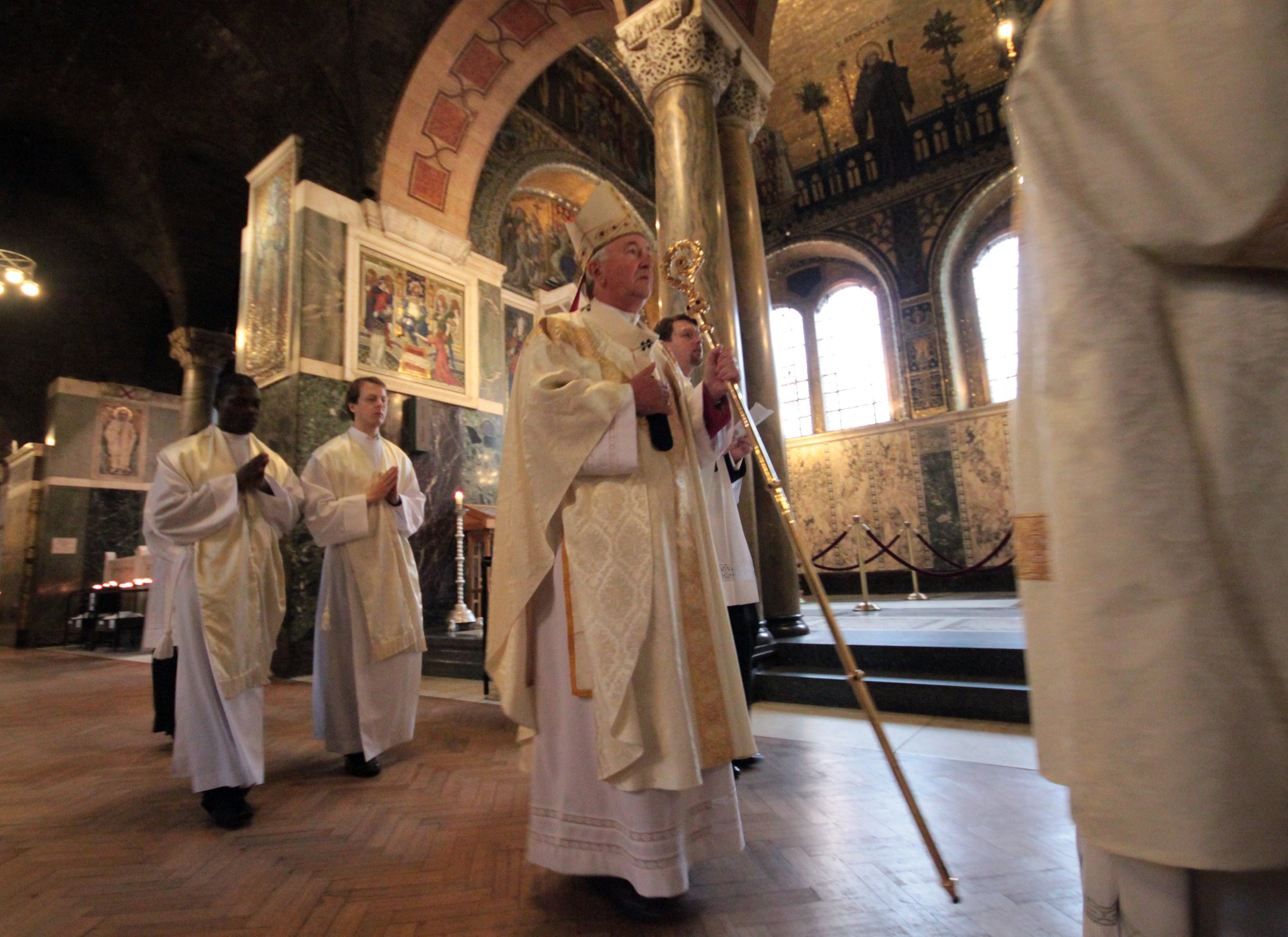
尼科爾斯在威斯敏斯特主教座堂

尼科爾斯出生於1945年11月8日，英國英格蘭默西賽德郡塞夫頓都會自治市的一個城鎮克羅斯比。1956年至1963年間，就讀於克羅斯比聖母學院和羅馬英文書院。
1969年12月21日，他在利物浦總教區晉鐸。他於1970年獲得宗座額我略大學的神聖神學執照學位。在他回到英國後，他就讀於曼徹斯特大學一年，並在1971年獲得神學碩士學位。他在1974年獲得了教育學碩士及畢業於芝加哥洛約拉大學。尼科爾斯曾於1984年至1993年擔任英格蘭及威爾斯天主教主教團秘書長。
1992年1月24日由巴西爾·休謨晉牧，並被時任教宗若望·保祿二世任命為威斯敏斯特總教區輔理主教，領奧托納領銜教區主教銜。2000年至2009年間被任伯明翰總教區總主教。尼科爾斯於2009年5月21日出任威斯敏斯特總教區正權總主教。
2013年12月16日，他被任命為聖座主教部成員。2014年2月19日，他被任命為聖座東方教會部的成員。同月22日，被教宗方濟各冊封為司鐸級樞機。

## 牧徽

雲先·尼科尔斯枢机牧徽